# Rajden Arsénidzé
Rajden Arsénidzé (რაჟდენ არსენიძე en géorgien), né le 1er octobre 1880 dans le village de Sotchkhéto en Géorgie (Empire russe) et mort le 24 mai 1965 à Leuville-sur-Orge (Essonne), familièrement surnommé Misha, est un homme politique géorgien, secrétaire général du Parti social-démocrate et ministre de la Justice.

## Révolutionnaire et déporté en Sibérie
Après ses études au séminaire de Koutaïssi, il rejoint la faculté de droit à l’université de Iouriev et s’engage clandestinement auprès du parti social-démocrate. Propagantiste au bénéfice de la tendance menchévique, il croise le fer à Batoumi, en 1904, avec Joseph Djougachvili –futur Staline-, tenant de la tendance bochévique. Journaliste et polémiste, tant en langue géorgienne qu’en langue russe, il est arrêté par la police politique du tsar Nicolas II et envoyé en déportation en Sibérie.

## Homme de parti et homme d’État

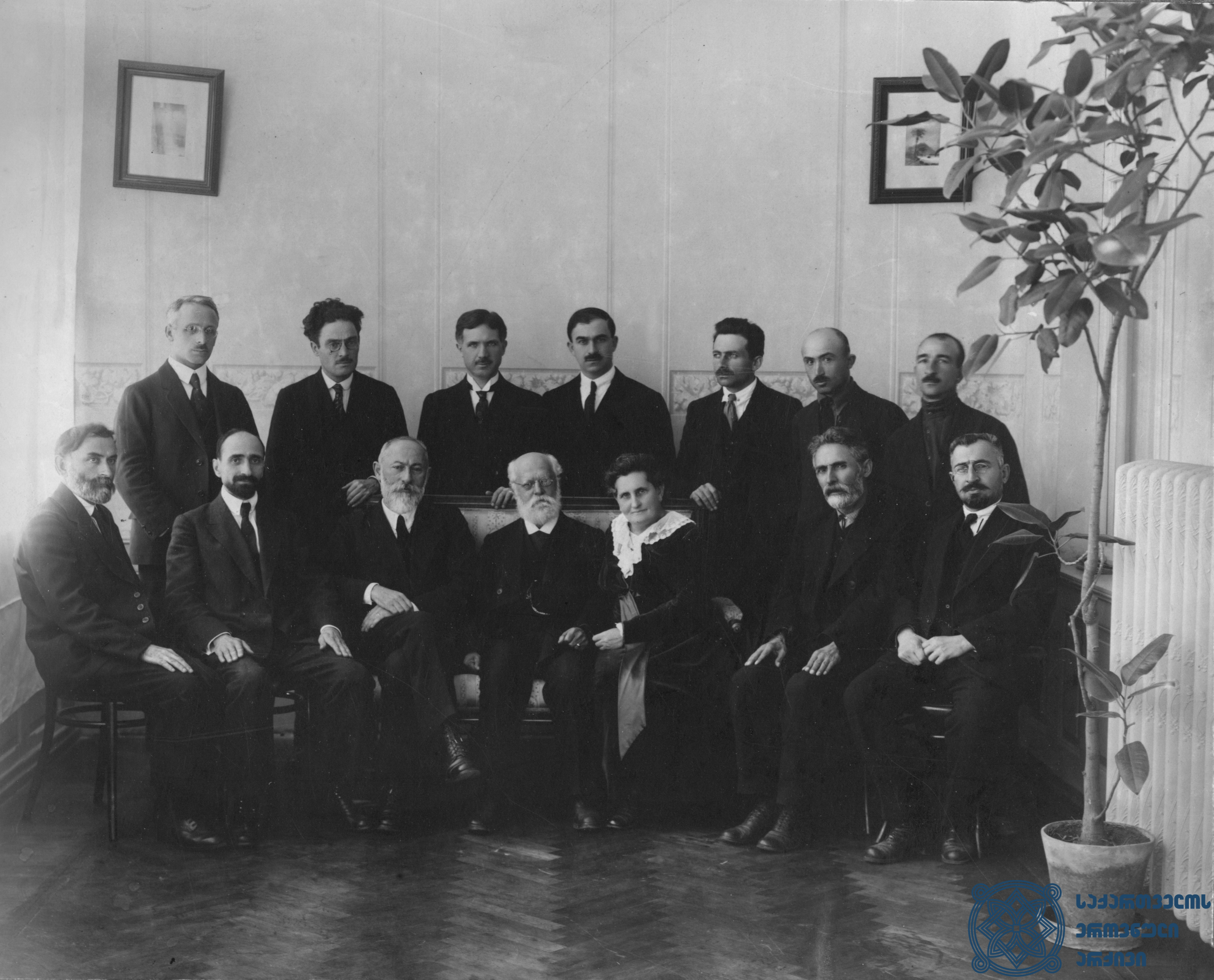
Sociaux-démocrates géorgiens, Tbilisi, 1920. Au premier rang : S. Devdariani, Noe Ramishvili, Noe Zhordania, Karl Kautsky et sa femme Luise Kautsky, S. Jibladze, R. Arsenidze. Au second rang : Secretaire Kautsky Paul Olberg, V. Tevzaia, K. Gvarjaladze, K. Sabakhtarashvili, S. Tevzadze, A. Urushadze, G. Tsintsabadze

Libéré par la révolution de février 1917, il regagne la Géorgie et prend une part active dans l’écriture de l’acte de restauration de l’indépendance de son pays, le 26 mai 1918. 
Il est élu député à l’Assemblée constituante de Géorgie en février 1919 et prend la tête de la commission constitutionnelle. Sa formation juridique, son ouverture d'esprit et sa proximité personnelle avec le président de l'assemblée — Nicolas Tchéidzé — lui permette de mettre à contribution des représentants d'autres partis politiques comme ceux du Parti national-démocrate (Spiridon Kedia et Georges Gvazava), du Part social-fédéraliste (Ioseb Baratachvili et Guiorgui Laskhichvili), du Parti social-révolutionnaire (Ivane Gobetchia), ainsi que du Part national et du Parti Dachnak. Il prend ensuite le portefeuille du ministère de la justice dans le gouvernement de la République démocratique de Géorgie.
Devant les difficultés de fonctionnement du Parti social-démocrate géorgien, traversé par plusieurs tendances, majoritaire ayant conduit début 1918 à la signature d’une alliance avec  l’Empire allemand de Guillaume II et minoritaire ayant conduit début 1919 à la délégation géorgienne à la Conférence de la Paix, à Paris, tenants d'une idéologie marxiste forgée en exil en Sibérie ou en Europe et tenants d'une expérience parlementaire — parfois longue d'une décennie à Petrograd — ou d'une expérience exécutive — parfois courte au sein du Haut Commissariat à la Transcaucasie ou de la République démocratique fédérative de Transcaucasie —, il démissionne de son ministère et se consacre au secrétariat général du comité exécutif du parti.
En février 1921, l’invasion par les armées de la Russie soviétique le contraint à prendre le chemin de l’exil, comme toute la classe politique géorgienne.

## L’exil définitif, la radio, l’écriture
Il émigre d’abord à Constantinople, puis en France
En 1952, en pleine guerre froide, les autorités américaines l'appellent à Radio Liberty, à Munich et il se voit confier la responsabilité éditoriale : tout en diffusant quotidiennement des émissions en langue géorgienne vers la Géorgie, il forme de jeunes journalistes généralement issus de l’émigration.
Il regagne Leuville-sur-Orge une décennie plus tard. 
Pragmatique, il y achète l’une des parcelles attenant au cimetière communal, qui, réunie à deux autres parcelles, permet un agrandissement significatif et la constitution d'un carré géorgien où il repose.

## Publications
Rajden Arsénidzé a publié articles et ouvrages de différentes natures,
- constitutionnels :  « La République démocratique » (Tiflis, 1917, réédité Tbilissi, 2014), ouvrage dans lequel  le principe bicaméral et celui d’une présidence de la République sont critiqués, une assemblée parlementaire unique et une présidence de gouvernement à mandats limités (2 mandats successifs, limités chacun à deux ans) sont recommandés,
- culturelles : « Le roi Vakhtang VI de Géorgie, législateur » (Paris, 1963),
- politiques : « Mémoires » (Paris, 1963), dans lesquelles il affirme que Staline fut -un temps- un agent de la police politique du tsar Nicolas II,
- idéologiques : essais s’élevant contre le principe de la dictature du prolétariat et la mainmise sur le pouvoir par un parti unique (Arpajon, 1928, Imprimerie de la Gazette-de-Seine-et-Oise, 1928 ;  Paris, 1930, Revue « Idée socialiste »).